# Maxime Spano
Maxime Spano (Aubagne, 31 oktober 1994) is een Frans voetballer die bij voorkeur als centrale verdediger speelt. Hij staat onder contract bij Toulouse.

## Clubcarrière
Spano verruilde in 2014 ES Pennoise voor Toulouse. Op 24 oktober 2014 debuteerde hij in de Ligue 1 in het competitieduel tegen RC Lens. Hij mocht na 44 minuten invallen voor Dušan Veškovac. Toulouse won de wedstrijd met 0-2 na doelpunten van Alharbi El Jadeyaoui en Benjamin Bourigeaud.
2 Nicolaisen ·
3 McKenzie ·
4 Cresswell ·
5 Genreau ·
6 Akdağ ·
7 Aboukhlal ·
8 Sierro  ·
9 Magri ·
10 Gboho ·
12 Kamanzi ·
13 King ·
15 Dønnum ·
17 Suazo ·
19 Sidibé ·
20 Schmidt ·
21 Zajc ·
23 Cásseres ·
30 Domínguez ·
50 Restes ·
80 Babicka ·
Coach: Martínez